# Неодмінна рада
Неодмі́нна ра́да (рос. Непременный совет) — у 1801—1810 роках імператорська рада в Російській імперії, вищий дорадчий орган при імператорі. Заснована 30 березня (11 квітня) 1801 року царем Олександром I замість Ради Вищого двору, що була створена його покійним батьком Павлом І.
Складалася з 12 представників титулованої знаті за часів імператора Олександра I:
- Д. П. Трощинський,
- П. В. Завадовський,
- А. Р. Воронцов,
- П. О. і В. А. Зубових
- та ін.

Головою був граф М. І . Салтиков.
Скасована 1810 року, замінена Державною радою.

## Указ
| Указ «Объ учрежденіи непремѣннаго Совѣта для разсматриванія важныхъ Государственныхъ дѣлъ» Для разсмотрѣнія и уваженія Государственныхъ дѣлъ и постановленій, вмѣсто временнаго при Дворѣ Нашемъ Совѣта, признали Мы за Благо учредить при Насъ на особенныхъ правилахъ Совѣтъ непримѣнный, составивъ его изъ лицъ, довѣренностію Нашею и общею почтенныхъ, коихъ число не ограничивая и предоставляя Себѣ ихъ опредѣленіе и уменьшеніе, назначаемъ на сей разъ Членами Совѣта Генералъ-Фельдмаршала Графа Салтыкова, Генерала отъ Инфантеріи Князя Зубова, Генерала отъ Инфантеріи Графа Зубова, Дѣйствительнаго Тайнаго Совѣтника и Вице-Канцлера Князя Куракина, Генерала отъ Инфантеріи и Вице-Президента Военной Коллегіи Ламба, Генерала отъ Инфантеріи и Генералъ-Прокурора Беклешова, Дѣйствительнаго Тайнаго Совѣтника и Государственнаго Казначея Барона Васильева, Генерала отъ Кавалеріи и Санктпетербургскаго Военнаго Губернатора Графа Фонъ деръ Палена, Дѣйствительнаго Тайнаго Совѣтника Князя Лопухина, Дѣйствительнаго Тайнаго Совѣтника и Министра Коммерціи Князя Гагарина, Адмирала и Вице-Президента Адмиралтействъ-Коллегіи Графа Кушелева и Тайнаго Совѣтника Трощинскаго. Въ основаніе дѣйствія сего Совѣта, дали Мы ему особенный Наказъ. И какъ по силѣ онаго Совѣтъ долженъ снабдить себя всѣми свѣденіями, до Государственныхъ частей относящимися: то о достовленіи ихъ по требованію Совѣта во всемъ совершенствѣ, соотвѣтственномъ важному ихъ предназначенію сего мѣста, Сенатъ Нашъ имѣетъ учинить надлежащимъ мѣстам точнѣйшія предписанія. (*) Правительствующій Сенатъ, по выслушиваніи сего указа, Приказали: О семъ Высочайшемъ Его Императорскаго Величества соизволеніи во всѣ Присутственные мѣста и Губернскія Правленія послать указы, которымъ предписать, чтобъ всѣ требованія Совѣта, въ разсужденіи доставленія свѣденій, исполняемы были съ точнѣйшим наблюденіемъ Высочайшаго повеленія и съ возможною поспѣшнастію; въ Святѣйший же Синод и въ Московскіе Сената Департаменты сообщить вѣденіи. Указы посланы въ Апрѣле мѣсяцѣ. |

## Члени
- 11 квітня  — 17 червня 1801: генерал від кавалерії, граф Петер-Людвіг фон дер Пален[1]
- Воронцов Олександр Романович, канцлер, міністр закордонних справ.

### Довідники
- Неодмінна рада // Юридична енциклопедія : [у 6 т.] / ред. кол.: Ю. С. Шемшученко (відп. ред.) [та ін.]. — К. : Українська енциклопедія ім. М. П. Бажана, 2002. — Т. 4 : Н — П. — 720 с. — ISBN 966-7492-04-4.